# BSG Motor Roßlau
Die Betriebssportgemeinschaft (BSG) Motor Roßlau ist eine ehemalige Sportgemeinschaft aus Roßlau, die im DDR-Sport durch ihre Handball-Mannschaft bekannt wurde.

## Struktur-Entwicklung
Als nach dem Ende des Zweiten Weltkriegs in der Sowjetischen Besatzungszone alle Sportvereine verboten wurden, gründeten Roßlauer Sportler als Ersatz eine zunächst locker organisierte Sportgemeinschaft, in der vorwiegend Handball gespielt wurde. Nach Einführung des Systems der Betriebssportgemeinschaften in der Ostzone wurde die SG Roßlau in die BSG Schiffswerft Roßlau umgewandelt. Nach Gründung der zentralen Sportvereinigung Motor musste 1951 die BSG die Bezeichnung „Motor“ übernehmen.

## Handball
Der Feldhandball wurde nach Kriegsende zur erfolgreichsten Sportart in Roßlau. 1950 qualifizierte sich die BSG Schiffswerft für die erstmals in Ligaform ausgetragene DDR-Meisterschaft im Feldhandball. Es wurde in zwei Staffeln gespielt, und die Roßlauer erreichten als Staffelsieger das Meisterschaftsfinale. Mit der Besetzung
Otto Lüdicke – Heinz Paul, Leo Fieberg, Adolf  Didmer, Fritz Baartz, Heinz Burghardt, Heinz Fräßdorf, Heinz Diedering, Rudolf Paede, Gerhard Thodte, Hans Heber
wurde die BSG Schiffahrt Roßlau am 27. Mai 1951 vor 12.000 Zuschauern im Leipziger Georg-Schwarz-Sportpark mit einem 10:9-Sieg über die BSG Mechanik Gera DDR-Meister. Erfolgreichster Torschütze aufseiten der Roßlauer war Heinz Diedering mit fünf Treffern, vier Tore zum Erfolg steuerte Mittelstürmer Rudolf Paede bei und Heinz Burghardt warf ein Tor. Als BSG Motor war Roßlau bis 1955 stets in der Feldhandball-Oberliga vertreten. Dort konnte die BSG zunächst Plätze im Mittelfeld belegen, mussten aber 1955 aus der Spitzenliga absteigen. Anschließend spielte die BSG Motor drei Spielzeiten (1956–58) in der DDR-Liga (zweithöchste Liga), ab 1959 dann in der drittklassigen Bezirksliga. Eine Rückkehr in die höheren Handball-Ligen wurde nicht mehr erreicht.

## Personen von besonderer Bedeutung
- Heinz Diedering begann als Handballer in Großkühnau und wechselte im Mai 1950 nach Roßlau, wurde mit der BSG Schiffswerft DDR-Meister und spielte des Öfteren in der DDR-Auswahl, bestritt dabei aber kein offizielles Länderspiel. Im November 1952 wechselte er zu VP Halle und wurde im September 1955 zum SC Dynamo Berlin delegiert.
- Günter Dreibrodt (* 1951) begann Handball als Jugendlicher bei der BSG Schiffswerft Roßlau, danach beim SC Magdeburg, 186 Länderspiele, Olympiasieger, zweifacher Europapokalsieger.
- Rudolf Paede (* 1918) wurde 1950 als Mittelstürmer der BSG Schiffahrt DDR-Meister, im selben Jahr erstes Länderspiel für die DDR, er wurde seitens des Verbands aus politischen Gründen von Januar 1952 bis zum 23. November 1952 für den Leistungssport gesperrt, in dieser Zeit spielte er in der Bezirksklasse für Chemie Rodleben. Ab dem 12. Spieltag (26. November 1952) durfte er wieder für die Roßlauer in der Oberliga spielen, in der Saison 1954/55 wurde er erneut ab dem 7. Spieltag gesperrt und spielte bis zu seinem Karriereende 1958 für die 2. Mannschaft in der Bezirksliga.